# Villalba de los Barros
Villalba de los Barros es un municipio español perteneciente a la provincia de Badajoz, en la comunidad autónoma de Extremadura.

## Origen etimológico
En cuanto al origen del término “Villalba”, existen dos versiones: 
- Tras la conquista de estas tierras por los cristianos a los musulmanes, existía a finales del siglo XIII una alquería (caserío con pocos vecinos) que se llamaba “Villa Alba”, ambas palabras procedentes del latín, “Villa” que significa casa de campo, granja y “Alba” que significa blanca; por lo que puede estar relacionada con origen romano.
- En otra versión encontramos que “Alba” hace referencia al sol naciente, y se explica por la situación geográfica que ocupaba tras la Reconquista. Se consideraba que el lugar por donde salía el sol en su extenso territorio era por Villalba, ya que es el lugar más oriental del territorio.
Por otro lado “De los Barros” es la denominación que le pusieron los propios agricultores por ser unas tierras arcillosas.
Villalba de los Barros es un municipio español, perteneciente a la provincia de Badajoz (comunidad autónoma de Extremadura).

## Situación
Está situado entre Santa Marta y Almendralejo, en las proximidades de Aceuchal. Pertenece a la comarca de Tierra de Barros y al Partido judicial de Almendralejo.
Se localiza a 38°36′46″ de latitud norte. 6º 30' 32" de longitud oeste. Dista 46 km de la capital Mérida y 54Km de Badajoz. Tiene una extensión de 90,84 km²
Conocida por su producción vinícola, fue residencia durante mucho tiempo de los duques de Feria, los cuales vivieron en su castillo hasta mediados del siglo XV.

## Población
La población ha evolucionado mostrando un crecimiento sostenido entre 1900 y 1940, un estancamiento a finales de los años 50 y un retroceso demográfico en la segunda mitad del siglo pese a la pequeña recuperación lograda en la primera mitad de los ochenta.
El fenómeno histórico de mayor relevancia demográfica ha sido la emigración que ha provocado un fuerte debilitamiento de la dinámica vegetativa (nacimientos - defunciones). La natalidad se ha situado en niveles próximos al 12 por 1.000 (11,9) en tanto que la mortalidad ha crecido por encima del 11 por 1.000 (11.3), es decir, un bajo índice de crecimiento natural (0,6 por 1.000).

## Medio Físico
El núcleo urbano se sitúa a una altitud de 307 m y domina un término municipal que, inserto en la comarca de Tierra de Barros, dispone de un relieve en el que predominan las formas llanas sólo interrumpidas por las suaves ondulaciones que originan los arroyos que vierten al río Guadajira.
En 2010 se acabó de construir el nuevo Embalse de Villalba de los Barros.
Los puntos más destacados se encuentran en los cerros Bramillas (467 m) y Cumbres (471 m). 
El clima presenta claras características de mediterraneidad, especialmente en lo que hace referencia a la irregular distribución anual e interanual de las precipitaciones, a la presencia de un amplio periodo árido y a las altas temperaturas estivales. A ello deben añadirse los matices de la continentalidad que se derivan de la posición interior y baja altitud del municipio. El volumen anual de precipitaciones alcanza un registro medio de 470 mm. que se reciben fundamentalmente en invierno (177 mm.) y que resultan mínimos en verano (35 mm.). La temperatura media anual es de 16.5 °C. El mes más frío es diciembre (7.9 °C) y el más caluroso julio (27.1 °C).

## Demografía
Villalba de los Barros cuenta con una población de 1447 habitantes (INE 2024).
| Gráfica de evolución demográfica de Villalba de los Barros entre 1842 y 2021                                                                                              |
| |
| Población de derecho según los censos de población del INE. Población de hecho según los censos de población del INE.En estos censos se denominaba Villalba: 1842 y 1857. |

## Administración
| Periodo   | Nombre                      | Partido          |
| --------- | --------------------------- | ---------------- |
| 2011-2015 | José Andrés Montero Álvarez | PSOE-Extremadura |
| 2015-2019 | Pedro Santos Redondo        | PP-Extremadura   |
| 2019-2023 | José Becerra                | PSOE-Extremadura |

### Evolución de la deuda viva
El concepto de deuda viva contempla sólo las deudas con cajas y bancos relativas a créditos financieros, valores de renta fija y préstamos o créditos transferidos a terceros, excluyéndose, por tanto, la deuda comercial.
| Gráfica de evolución de la deuda viva del ayuntamiento entre 2008 y 2014                             |
| |
| Deuda viva del ayuntamiento en miles de Euros según datos del Ministerio de Hacienda y Ad. Públicas. |

La deuda viva municipal por habitante en 2014 ascendía a 153,02 €.

## Economía
La economía municipal tiene un carácter eminentemente agrario, por cuanto el 51,7% de la población activa se dedica a la agricultura; un 28% se encuadra en el sector terciario (sector servicios) y sólo el 9,9% y 10,4% lo hace, respectivamente, en la industria y en la construcción.
La distribución de las explotaciones según tamaños refleja dos características esenciales de la estructura agraria de la tierra de barros: el minifundismo y la excesiva parcelación. Las explotaciones con tamaño inferior a 10 ha. representa un 58% del total, un 34,3% las de tamaño comprendido entre 10 y 50 ha. y sólo el 7,7% restante las de dimensión superior a 50 hectáreas. El número de parcelas censadas en 1982 ascendió a 2674, arrojando así un promedio elevado de 8,8 parcelas por explotación.
El 73,4 por 100 del término municipal está dedicado a la práctica de unos cultivos entre los que destacan los herbáceos, el viñedo, el olivar y los frutales. La superficie de pastos es mínima, mientras que la forestal es prácticamente inexistente. 
La ganadería se ubica mayoritariamente en explotaciones de tipo intensivo y cuenta con una cabaña equivalente a 1.317 Unidades de Ganado Mayor. Las especies mejor representadas son la bovina, porcina y ovina, en tanto que el caprino apenas significativo.
La distribución del sector servicios se distribuye de la siguiente manera:
- Comercio al por menor de alimentación, bebidas y tabaco: 14 establecimientos
- Comercio al por menor de productos no alimenticios: 8 establecimientos
- Comercio al por menor mixto y otros: 11 establecimientos

## Historia
A finales del siglo XIII, Sancho IV otorgó un privilegio a su Camarero Mayor, el Almirante Juan Mathé de Luna, para que pudiera poblar con 50 vecinos, y convertirlo en villa, el lugar entonces denominado Puebla de Don Falcón, a partir del cual se consolidaría posteriormente Villalba de los Barros. La población fue comprada en 1395, junto con Nogales, a los herederos de Enrique Enríquez "el Mozo", por el maestre santiaguista Lorenzo I Suárez de Figueroa, para incorporar al recién creado Señorío de Feria, siendo, en consecuencia, de los enclaves más tempranamente integrados en el incipiente condado formado por Feria, Zafra y La Parra. El precio pagado por el núcleo fue de 100.000 maravedíes.
Bajo el impulso repoblador de sus sucesivos titulares, en su entorno surgieron las aldeas, posteriormente despobladas, de La Potencilla, Charco de la Peña, y Aldea de los Caballeros, además de las de Corte de Peleas, Santa Marta y Solana, donadas ya en el siglo XVI, por Felipe II, a Lorenzo Suárez de Figueroa y Toledo, el cual gustaba de titularse sobre todo, señor de Villalba.
A la caída del Antiguo Régimen la localidad se constituye en municipio constitucional en la región de Extremadura. Desde 1834 quedó integrado en el Partido judicial de Almendralejo. En el censo de 1842 contaba con 332 hogares y 1256 vecinos.

## Patrimonio

### Castillo

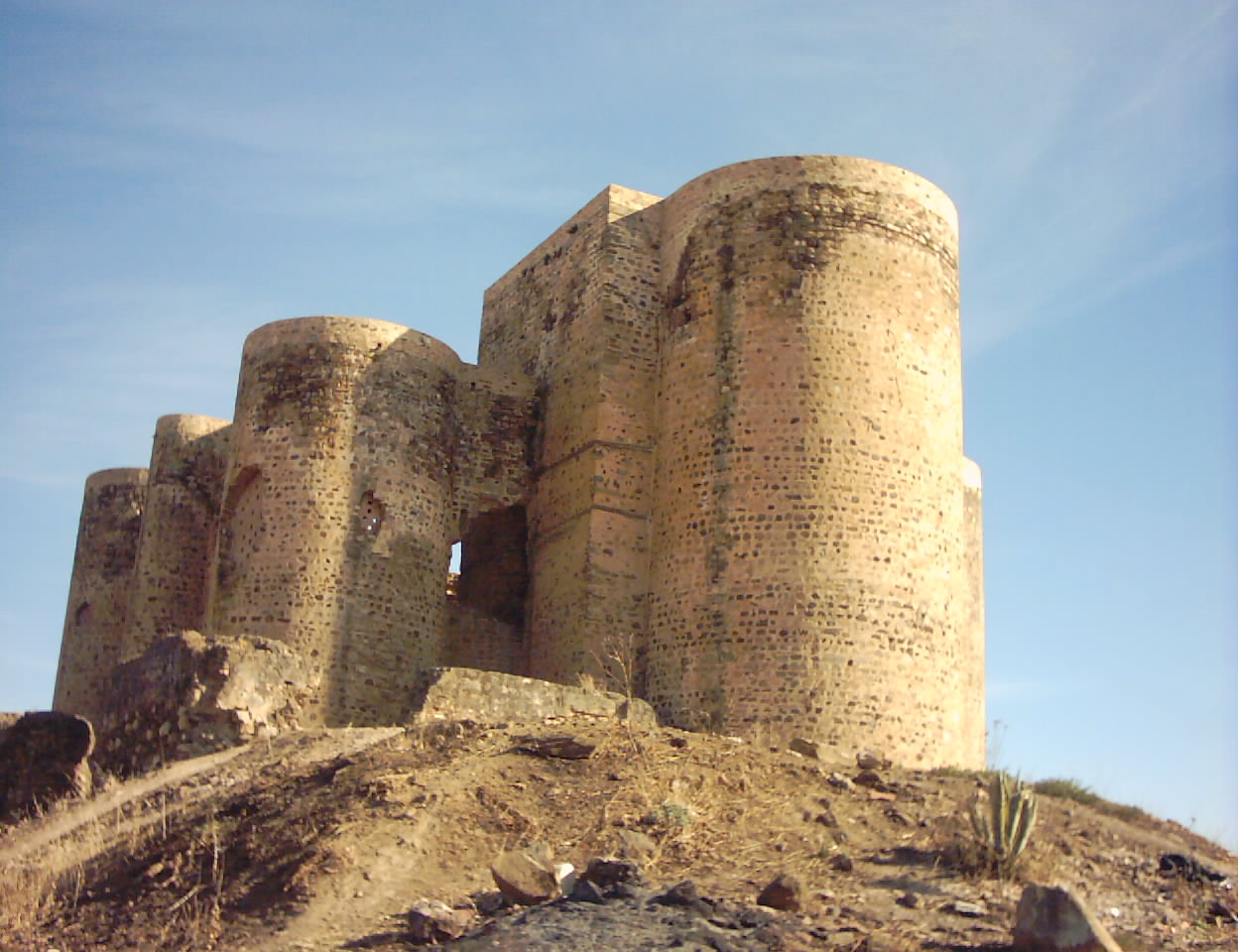
Castillo.

La localidad resulta dominada por la enorme mole pétrea de su poderoso castillo, reconstruido en las postrimerías del siglo XIV sobre otro anterior de origen árabe, según queda de manifiesto en la fábrica de piedra de regular mampostería erigida sobre los lienzos de tapial de las zonas inferiores. La fortaleza se compone de un recinto exterior o barbacana, de planta rectangular y otro interior de las mismas proporciones, que se organiza en torno a un angosto patio de armas. La estructura principal se refuerza en las esquinas y zona media de los muros mediante sólidos cubos cilíndricos de distintos cuerpos, a los que se suma un potente torreón cuadrangular, al que se le adosan también otros semicilíndricos, uno de ellos macizo.
Hay autores que estiman que en la etapa musulmana el patio de esta fortaleza pudo haber estado originalmente cubierto, configurando una mezquita y tras sucesivas remodelaciones pasó a convertirse en la estructura del posterior castillo señorial cuyos restos han llegado hasta nuestros días.
En 1991 el monumento fue objeto de obras de restauración por parte de la Consejería de Cultura de la Junta de Extremadura.

### Iglesia parroquial de Nuestra Señora de la Purificación

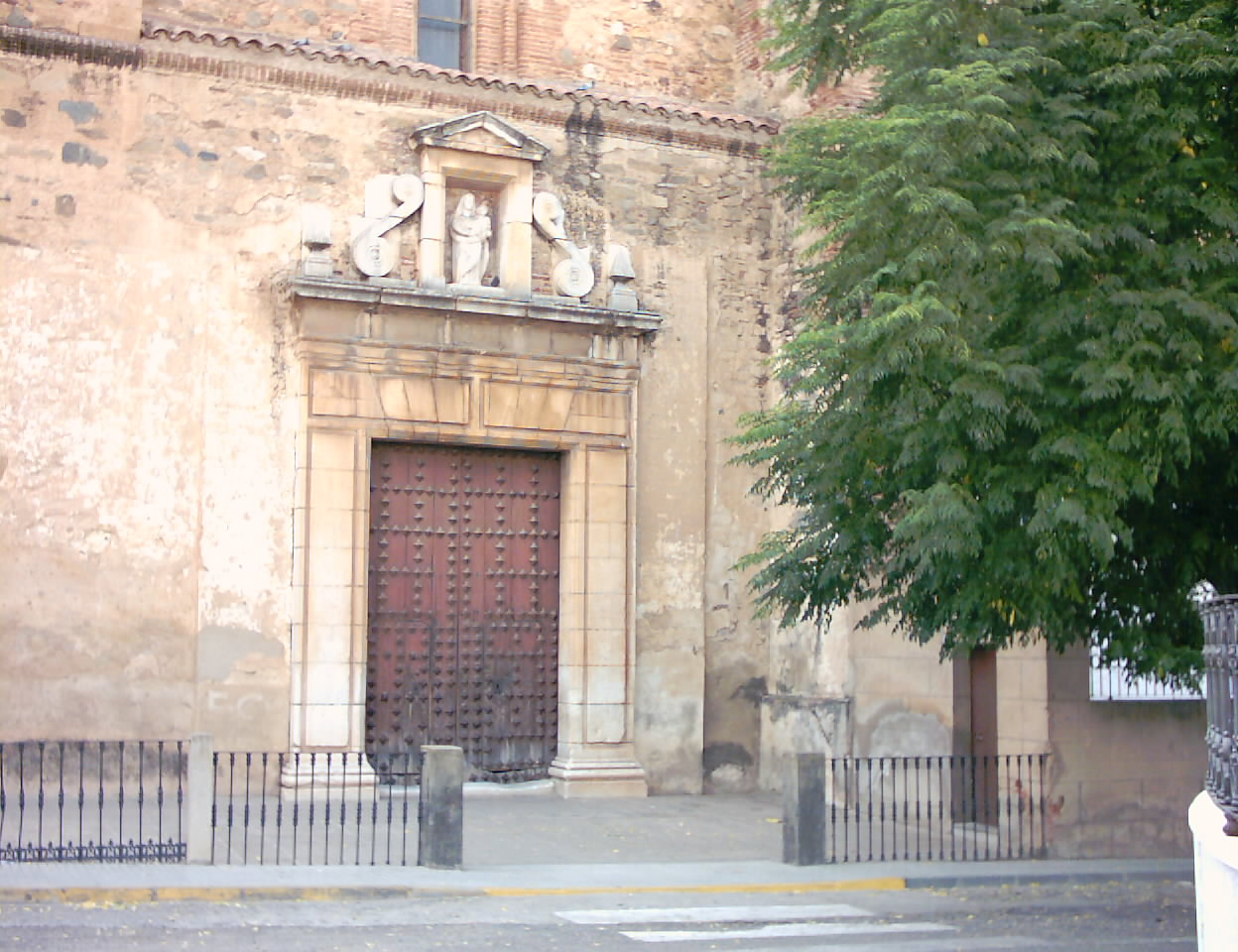
Iglesia.

Igualmente destacada resulta la Iglesia parroquial católica bajo la advocación de Nuestra Señora de la Purificación, en la Archidiócesis de Mérida-Badajoz. Obra de gran cuerpo, edificada en mampostería de piedra sin enlucir, en la actualidad parcialmente embutida entre otras construcciones.
Su planta se organiza mediante una nave única de tres tramos, con cubierta de crucería estrellada sobre ménsulas, capillas entre estribos y cabecera de ábside poligonal, más angosta, con bóvedas del mismo tipo.

### Convento de Montevirgen
El convento de Ntra. Sra. De Montevirgen se sitúa a dos kilómetros y medio junto al río Guadajira.
Aunque desde muy lejanos tiempos, existía en el lugar una humilde ermita con gran devoción a esta Virgen, las primeras noticias escritas llegadas hasta nosotros refereridas a ella se remontan al año 1515; en el que un visitador de la orden de Santiago, visitador de la villa de Aceuchal, indicaba la existencia de una ermita bajo la advocación de Santa María de Montevirgen en el Ducado de Feria.
Según Leyenda, la imagen apareció sobre un pilar de piedras, e intentando llevarla a la villa de Zafra a lomos de una mula que reventó; por lo que el intento se abandonó por creer era designio de la Señora.
El padre franciscano Juan de Trinidad, relata la aparición de esta forma:
Un agricultor que pasaba por allí se extrañó de una urraca volaba hacia él y saltaba sobre las piedras gritando la palabra Montevirgen. Su curiosidad le llevó a remover aquel montón de piedras encontrando la imagen sobre un pilar que le servía de peana; y que por esta razón, los Condes, decidieron se construyera allí una ermita.
En aquella primitiva y humilde ermita, vivieron numerosos religiosos de la orden de San Francisco, haciendo vida eremítica. Uno de estos fue fray Francisco de Ulmería, a cuya petición, el Papa concedió Bula de perdones para todos los que visitasen la ermita. 
Acrecentándose la devoción a la Virgen, aumentaron las visitas y aunque los vecinos disponían de un fraile santero que atendía con gran devoción y esmero al cuido de la ermita, eran sus deseos como también los del Duque el que se edificase un convento en el lugar.
El 26 de agosto de 1568, en la reunión definitoria celebrada en el convento Madre de Dios de Alburquerque, recibía la ermita el ministro Provincial Fray Juan de Talavera, concediendo su permiso para tomarlo como monasterio el Comisario General fray Francisco de Guzmán, dando a ello su bendición el Obispo de Badajoz, más tarde San Juan de Ribera.
Don Gómez Suárez de Figueroa y su mujer Doña Juana Dormer tomaron a su cargo la edificación del convento, sin embargo cuando se llevaba construida la mitad de la obra, falleció Don Gómez, hecho que hizo paralizar por algún tiempo las obras que continuó su hijo Don Lorenzo.
La antigua ermita mientras tanto se utilizó como iglesia durante varios años, pero al quedar algo desviado de la nueva se decidió en 1585 trasladar la imagen de la Virgen y el Santísimo al cuarto construido hasta que se terminó de construir la iglesia grande ya comenzada. La antigua ermita quedó abandonada y con el tiempo se derribó.
No se creyó suficiente la iniciada grande, ya que en 1591, el ministro Provincial padre Juan Bautista Moles puso la primera piedra con gran solemnidad el lunes de Semana Santa 8 de abril. Doña Juana Dormer había contratado con el Alarife maestro de obras vecino de Zafra Andrés de Maheda, tardándose cinco años en construirse. En 1596 a punto de cerrarse la bóveda, fray Juan Guirnaldo, Guardián ya anciano, subió para ver la obra desde el más alto andamio del que cayó cabeza abajo diciendo: “Señora de Montevirgen, valezme.” llegando al suelo de pies sin daño ni lesión alguna.
La fama de hacer milagros que tenía esta sagrada imagen se extendió por toda la región de la que acudían para postrarse a sus pies a pedirle remedios.
La iglesia conventual consta de una nave rectangular de 15 metros de largo y unos seis de ancho, cubierta por bóveda rebajada de lunetos. A su capilla mayor situada en la cabecera Este de la iglesia, se accede bajo un arco toral de medio punto, parecido al de la parroquia, que descansa sobre pilastras de base cuadrada adosada a los muros laterales; es de planta cuadrada sobre la que se eleva cúpula con cimborrio o linterna de la que recibe la luz.
En hornacinas laterales se sitúan imágenes de Santos importantes de la Orden a los que la villa siempre tuvo devoción. Hacia la mitad del lienzo Norte, a la derecha de la entrada principal y sobre una pequeña columna se sitúa el humilde púlpito, coronado por una concha invertida. A los pies de la iglesia se construyó el coro alto, de unos cuatro metros de largo por seis de ancho, con sencillísimo barandal de hierro y sostenido por una bóveda de cañón apoyada en la parte frontal por dos columnas incrustadas en los muros. 
Bajo el coro, en el muro hastial sobre el que luce una sencilla espadaña de único hueco con campana, se abre otra puerta de la iglesia que comunica con la portería y el exterior; la principal se abre en el centro del lienzo de la parte el septentrional y sobre ella una hornacina enmarcada, que en la actualidad se encuentra vacía.
La sacristía por su parte, se comunica con el presbiterio y el claustro bajo del convento. 
El claustro bajo del convento, con deambulatorio cubierto por bóvedas de crucería que descansan en los doce pilares de base cuadrada, lo forma un cuadrado de seis metros de lado.
El primitivo claustro alto tenía dieciséis arcos rebajados sostenidos por pequeñas columnas con basas sobre plintos de cincuenta centímetros de altura; cerrándose con cubierta de madera. Por causa de incendio fue abovedado, sin suprimir las primitivas columnas.
En 1907, debido al mal estado en que se encontraba la imagen de la Patrona, el Obispo Don Félix Soto Mancera, propuso a la Junta Directiva de la Hermandad la restauración en Sevilla a costa del prelado. La imagen fue enviada a Don Juan Sánchez, párroco de San Lorenzo de Sevilla quién la llevó para restaurar al notable escultor sevillano Don Adolfo López.
Así, el 28 de febrero de 1908, la imagen que se conocía vestida, se mostraba en talla sedente con elevado respaldo del sillón y ráfagas a su alrededor, con manzana en su mano derecha y sujetando al Niño Jesús con su izquierda.
A partir de estos momentos, la devoción de Villalba de los Barros a su Patrona Nuestra Señora de montevirgen permaneció admirablemente en auge; su iglesia es cuidada con esmero por los vecinos, orgullosos de haber librado al monasterio y su iglesia de la insidia del tiempo y del abandono de las personas.

## Leyendas
La Virgen de Montevirgen es la patrona de dicha población y se le atribuyen varias leyendas relacionadas con la construcción de la Ermita del pueblo:
Según testimonios, la imagen de esta virgen fue encintrada por un labrador en Aceuchal que la cogió y se la llevó a su casa colocándola en una Ermita. Más tarde, cuando fueron a verla, la imagen había desaparecido. Ese mismo campesino, después volvió a encontrarla en el mismo lugar que anteriormente,y de nuevo se la llevó envolviéndola en una chaqueta y atándola. Al igual que la otra vez, volvió a desaparecer y a aparecer en el mismo sitio. Fue precisamente donde se construyó la ermita de Montevirgen.
Otra leyenda es que la virgen apareció en el campo, en una gran espesura de monte y dentro de un montón de piedras. Un día un pastor pasó y vio una urraca que decía “Montevirgen, Montevirgen”, pero este no se percató del motivo de esto, pero la vio tantas veces allí que pensó que aquello era un misterio. El pastor fue quitando las piedras y se encontró a la virgen. Dio cuenta al cura y la iban a llevar a Zafra, pero al ponerla encima de la mula para llevarla hasta allí, ésta murió. Este suceso dio a entender que era voluntad de Dios que se quedara allí, por lo que decidieron construir la Ermita en el lugar donde se halló dicha imagen.

## Fiestas
- SAN ISIDRO (15 de mayo)
- FERIAS (20 a 24 de agosto)
- VIRGEN DE MONTEVIRGEN: Fiestas de la Patrona  (7, 8 de septiembre)

## Gastronomía
Los platos más típicos de la población son: Migas, Gazpacho, Caldereta, Pistos, Aceitunas aliñadas
Con respecto a la repostería podemos destacar: Dulces caseros, uñas de gato (dulces a base de almendra y huevos), Chaquetía, Bollas de Chicharrón